# Földsziget
Földsziget (a 20. század elejéig gyakran Pusztaföldsziget vagy Földszigetmajor) a Győr-Moson-Sopron vármegyei Csorna legnépesebb külterületi lakott helye, a várostól északnyugati irányban, légvonalban csaknem 10, közúton 14 kilométerre. A lecsapolt hansági vidéken majorságként 1796-tól kiépült Földsziget elsősorban ménesének és tehenészetének köszönhetően folyamatosan gyarapodó mezőgazdasági település volt, a 20. század második felében lakóinak száma elérte a 450 főt. A rendszerváltást követően azonban a munkalehetőségek megszűntek, a 2011-es népszámlálás alkalmával a település már csak 111 főnek adott otthont.

## Fekvése
Földsziget a Hanság déli részén, a Rábca jobb partjától kb. 1 kilométerre délre fekszik, határában több lecsapoló csatorna folyik (Szegedi-csatorna, Bodács-ér, Lócsi-árok). A kistelepülés déli peremén halad el a Bősárkányt Kapuvárral összekötő 8514-es út, amelyen a keletről szomszédos Acsalag 3, délnyugati irányban Osli pedig 7 kilométerre található. A településre közlekedő autóbuszjáratok: 7075, 7077, 7146.

## Története
A Hanság vízrendezését, a lapályos vidék magasvizét levezető első kanálisok kialakítását követően, 1796-ban az Esterházy-uradalom gulyaállást létesített a nehezen megközelíthető, ingoványos területből kiemelkedő kisebb magaslaton. Az elkövetkező évtizedekben kiépült, immár Földsziget néven említett majorságban Fényes Elek 1836-ban megjelent munkája alapján már 48 római katolikus élt. A katolikus földszigetiek a szomszédos Acsalag templomát látogatták vasárnaponként. 1860-tól báró Berg Miksa igazgatása alatt az Esterházyak egyik mintagazdaságává fejlesztették Földszigetet, amely az 1880-as évektől elsősorban angol–arabs félvér méneséről és méncsikónevelő programjáról híresült el, de 1895-től már bikanevelő telepe is nevezetes volt. A 20. század elején Berg szeszgyárat és malmot is létesített Földszigeten, idővel pedig kiépült a terményt és termékeket Csatárimajorba szállító lóvasút. Az 1913-as helységnévtár tanúsága szerint a 20. század elején már 210 fő lakott Földszigeten.
1945 után megindult a település fejlesztése, 1960-ig 99 új lakás épült Földszigeten, a népességszám pedig elérte a 450 főt. A településen vegyesbolt, italbolt, orvosi rendelő, két tantermes alsó tagozatos általános iskola, kultúrterem és filmszínház létesült, 1963-ban bekapcsolták az áramszolgáltatásba, a háztartások vízellátását pedig egy még 1932-ben fúrt, bővízű artézi kút biztosította. Az egykori uradalmi gazdaság helyét a Rákóczi Termelőszövetkezet, az 1960-as évek végétől pedig a csornai Petőfi Termelőszövetkezet üzemegysége vette át. A környék legeltetésre alkalmas természeti adottságainak megfelelően elsősorban tejhasznú tehéntartással foglalkoztak, de az 1960-as években a pulykatartás is jelentős volt. A Földszigettől elkülönülő Hosszúdombot (régebbi nevén Hosszúdombmajort) hat család lakta, de a településrész 1972-re elnéptelenedett. A körzetesítést követően megszűnt a település iskolája, a földszigeti gyerekek a szomszédos Acsalagra jártak iskolába. A termelőszövetkezet is megszűnt a rendszerváltást követően, az ennek következtében kibontakozó elvándorlást a település infrastrukturális ellátottsága is megsínylette: megszűnt az iskola, a mozi és a kultúrtermi könyvtár. 1995-ben vezetékes vizet kaptak a kétutcás település lakói, de a földszigeti artézi vizet a környékbeli falvak, kistelepülések lakói továbbra is használják. 2017-ben környezetét rendezték, a víznyerő hely mellett pedig felállították Turi Tamás faszobrát, amely Hany Istók legendás alakjának megidézése mellett a környék jellemző halait és madarait vonultatja fel.
Az egykori intézői lak, a Berg-, majd Mesterházi-kúria házi kápolnájában folytak az istentiszteletek egészen 2016-ig, ezt követően a római katolikus földszigetiek körében megindult a gyűjtés a már meglévő harangláb mellé építendő kápolnára.